# Медведев, Дмитрий Иванович
Дмитрий Иванович Медведев (12 января 1967, Белорусская ССР) — советский и белорусский хоккеист, ныне тренер.

## Карьера хоккеиста
Воспитанник минского «Динамо». Дебютировал за команду ещё в 17 лет. В 1986—1987 гг. вызывался в молодёжную сборную СССР и выступал за неё на чемпионате мира в Чехословакии. Медведев принял участие в скандально известной игре против молодёжной сборной Канады, которая более известна под названием Хоккейная драка в Пьештянах. После этой встречи хоккеист был дисквалифицирован на сезон. После распада СССР Медведев выступал в Польше и после этого за «Неман» и литовскую «Энергию». Завершив карьеру, спортсмен остался в Литве и в 2003 году принял гражданство этой страны. На некоторое время возвращался в большой хоккей уже будучи тренером.

## Тренерская карьера
В 2002 году Медведев возглавил сборную Литвы, которую он вывел в Первый дивизион чемпионата мира. В 2006 году литовцам немного не хватило до выхода в элитную группу. С 2011 года специалист с переменным успехом работал со сборной Эстонии. Параллельно с ней Медведев руководил клубом МХЛ Балтика (Вильнюс). В 2013 году тренер возглавил таллинский «Викинг-Спорт».

## Достижения

### Игрока
Чемпионат Белоруссии по хоккею
- Чемпион (2): 1998, 1999

Литовская хоккейная лига
- Чемпион (2): 2001, 2005

Восточноевропейская хоккейная лига
- Серебряный призёр (2): 1998, 1999

### Тренера
Литовская хоккейная лига
- Чемпион (7): 2003, 2004, 2005, 2006, 2007, 2008, 2009